# سوار شو (فیلم)
سوار شو (به انگلیسی: Ride On) یک فیلم کمدی اکشن چینی محصول سال ۲۰۲۳ به کارگردانی و نویسندگی لری یانگ است. در این فیلم بازیگرانی همچون جکی چان، لو هاچان، گو کیلین، وو جینگ، جوئی یونگ، یو رونگ‌گوانگ، اندی آن، شیائوشن‌یانگ و شینگ یو ایفای نقش کرده‌اند.
این فیلم در ۷ آوریل ۲۰۲۳ در بریتانیا، ایالات متحده و چین اکران شد، و در ۱۳ آوریل ۲۰۲۳ در مالزی اکران شد.

## خلاصه داستان
بدلکار از کار افتاده‌ای است که به همراه اسب بدلکاری اش به خاطر مبارزه با شرخرها در زندگی واقعی یک شبه در فضای مجازی به شهرت می‌رسند.

## تولید
فیلمبرداری در ۲۷ سپتامبر ۲۰۲۱ آغاز شد و در ۱۰ نوامبر ۲۰۲۲ به پایان رسید.